# 大洋映画劇場
大洋映画劇場（たいようえいがげきじょう）は、福岡県福岡市博多区中洲にあった映画館。通称は中洲大洋。2024年3月の閉館後に建物は解体されているが、跡地に建設予定のビルで再開する計画がある。

## 歴史

### 年表
- 1946年（昭和21年）4月3日 - 開館。オープニング作品は『チャップリンの黄金狂時代』[3]。
- 1952年（昭和27年）12月3日 - 地上4階建てに改築。
- 1958年（昭和33年） - 洋画ロードショー館に転向。
- 1978年（昭和53年） - 「ニュー大洋」を新設。2スクリーン化。
- 1980年（昭和55年） - 「大洋シネサロン」を新設。3スクリーン化。
- 1982年（昭和57年）12月4日：『E.T.』封切。半年に及ぶロングランを記録する。
- 1989年（平成元年） - 「ニュー大洋2」を新設。現在の4スクリーンとなる。
- 1999年（平成11年）7月3日 - 全スクリーン名を「中洲大洋」に統一しリニューアル。1階にレストラン「キネマカフェ」を新設。
- 2011年（平成23年） - デジタル上映システム導入。
- 2016年（平成28年）4月3日 - 開業70周年。
- 2018年（平成30年）9月13日 - キネマカフェをリニューアル。

### 沿革

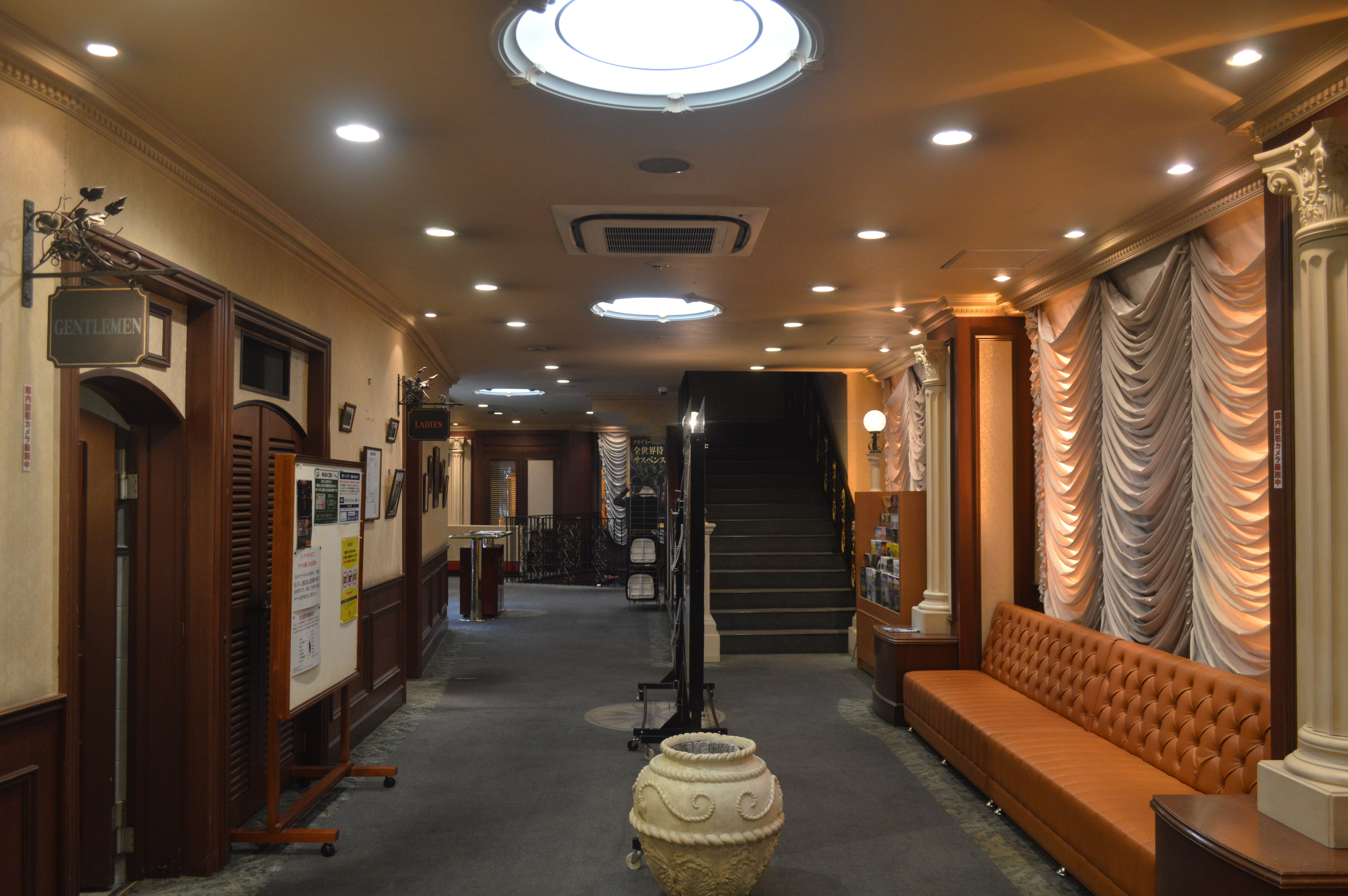
中洲大洋1のロビー

太平洋戦争終戦から8ヵ月を経た1946年（昭和21年）4月3日、後に九州を代表する歓楽街となる福岡市の中洲に、洋画ロードショー館として大洋映画劇場が開館した。それまで建設業を営んでいた創業者の岡部重蔵が、福岡大空襲で焼け野原となった博多に娯楽施設を作って市民を元気にさせたいという願いを込めて立ち上げた映画館である。セントラル映画社と契約を結び、同社の日本第一号館という称号を得た。オープニング上映作の『チャップリンの黄金狂時代』はわずか2週間で6万人を超える動員数を記録し話題となった。
1946年竣工の映画館は木造だったが、1952年（昭和27年）12月3日には鉄筋コンクリート造4階建てのビルに建て替えた。1956年（昭和31年）1月3日には長谷川一夫主演の大映作品『銭形平次 まだら蛇』が1日で1万人以上の観客を集める忘れられない日となった。当初は洋画と邦画（主に大映作品）を交互に上映し続けてきたが、1958年（昭和33年）には洋画専門館に転換した。1960年代に入ってからは、東京の渋谷パンテオン/丸の内ルーブル系の、松竹東急系の洋画の大作を上映し続けている。ウォルト・ディズニーの実兄であるロイ・O・ディズニーが来日した際には、戦後初めてアメリカ映画を輸入した映画館である大洋映画劇場を訪れており、岡部重蔵と握手を交わしていた。
その後、映画の斜陽化と共に劇場を全面改築している。1978年（昭和53年）には「ニュー大洋」を増築し、1980年（昭和55年）時点では大洋劇場とニュー大洋の2館体制であった。1980年（昭和55年）にはミニシアター「大洋シネサロン」を、1989年（平成元年）には「ニュー大洋2」を増設し、1990年（平成2年）時点では大洋劇場・ニュー大洋1・ニュー大洋2・大洋シネサロンの4館体制となった。
1996年（平成8年）4月20日、九大都市ロードショー地域でもある同じ福岡市博多区内の住吉地区に総合娯楽施設「キャナルシティ博多」が開業すると同時に、AMCエンタテインメントがモール内にシネマコンプレックス「AMCキャナルシティ13」（現：ユナイテッド・シネマ キャナルシティ13）を開館させた。博多中心部へのシネコン進出の影響を受けて、中洲地区にある映画館は相次いで閉館に追い込まれたり、東宝九州興行は再編して天神地区に移転（天神東宝→TOHOシネマズ天神）した。大洋映画劇場は改装を行い、1999年（平成11年）7月3日には全スクリーン名を中洲大洋に統一した。松竹と東映の直系の映画館が閉館したこともあり、現在は両系列の洋画（主に丸の内ピカデリー系）と邦画作品も上映している。また、2011年（平成23年）頃からはデジタルシネマの普及に伴い、全スクリーンがDLP上映へと移行された。
なお、2017年（平成29年）3月末でTOHOシネマズ天神本館が閉館になったことから、番組編成がフリー化された。TOHOシネマズ天神本館で行われていた「午前十時の映画祭」は、2017年度（平成29年度）から大洋映画劇場で上映されている。
2020年（令和2年）には新型コロナウイルスが全国的に感染拡大。4月7日には改正新型インフルエンザ等対策特別措置法に基づく緊急事態宣言が発令されたことから、4月8日から5月6日までを目途に臨時休館した。
しかし建物の老朽化で2024年3月末を持って休館。建物は解体されているが、跡地に建設予定のビルで再開する計画がある。

## 特徴

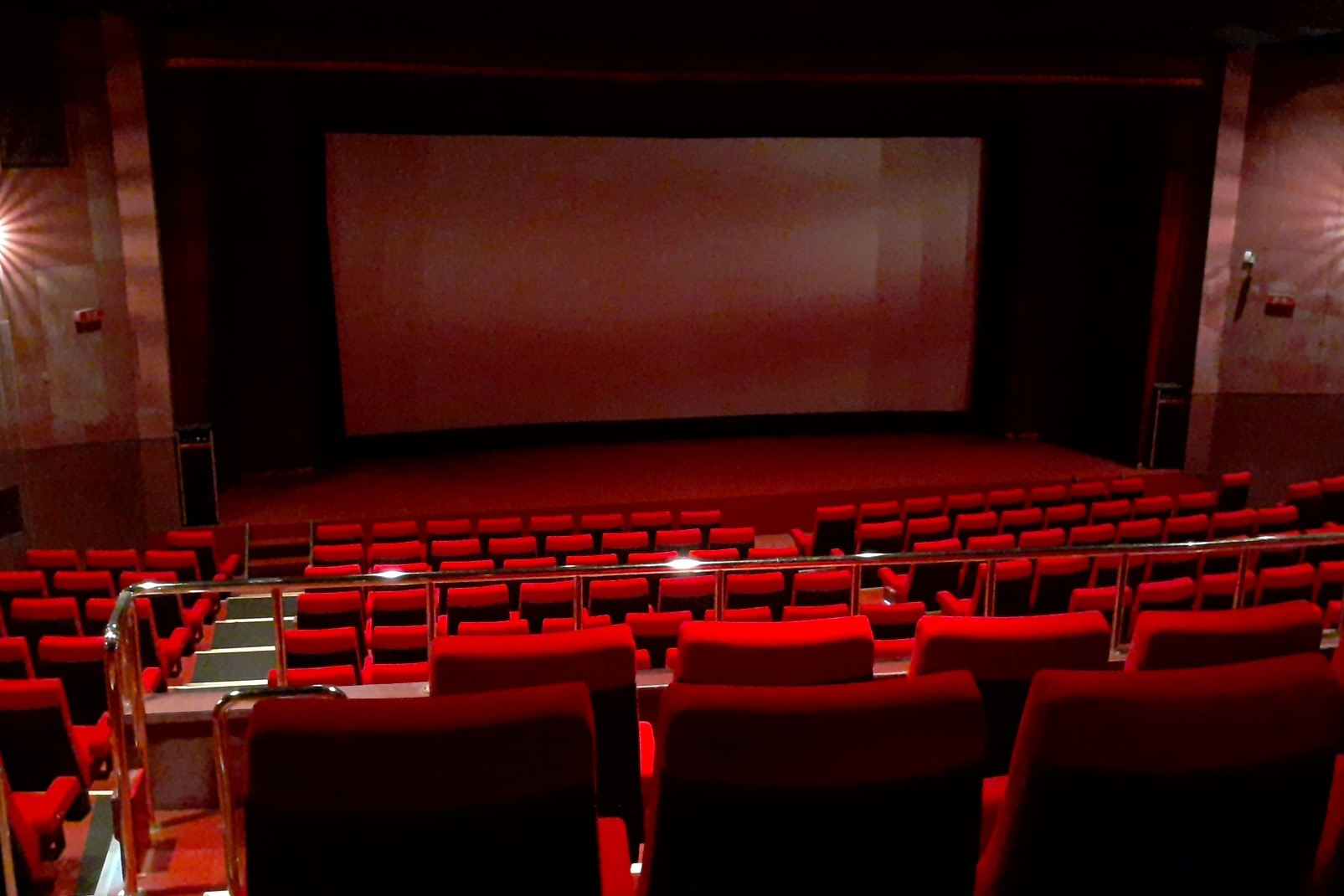
中洲大洋1

中洲大洋1（2階）
定員301席。常に洋画の大作・話題作が多く上映されている。ドルビーデジタル・DTS対応。
中洲大洋2（4階）
定員150席（以前は213席）。開業当初の館名はニュー大洋。ドルビーデジタル・DTS対応。
中洲大洋3（4階）
定員85席（以前は102席）。1989年の開業時はニュー大洋2。
中洲大洋4（4階）
定員60席。開業当時は大洋シネサロンとしてムーブ・オーバー作品や過去の名作映画を上映する名画座だった。その後ミニシアター向きの作品を多く上映していたが、現在は2・3同様の洋画・邦画の上映が多い。
| 階  | 入居施設                           |
| --- | ---------------------------------- |
| 4階 | 中州大洋2・3・4                    |
| 3階 | 中州大洋1                          |
| 2階 | 中州大洋1                          |
| 1階 | キネマカフェ、MJ博多（パチンコ店） |

## 代表的な上映作品

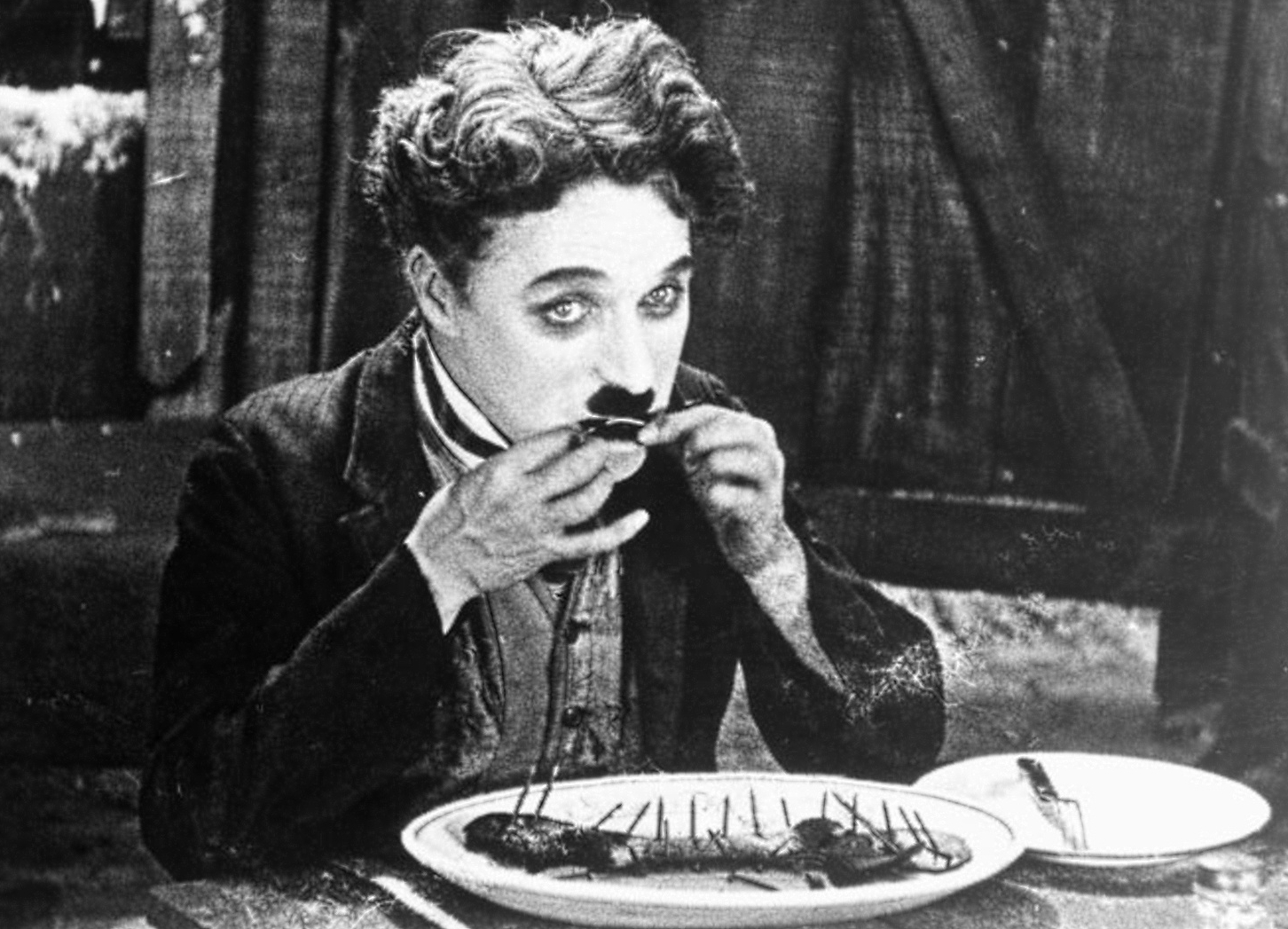
こけら落とし作品の『チャップリンの黄金狂時代』（1925年）

- チャップリンの黄金狂時代（1946年） - オープニング上映作品。
- 拳銃の街（1946年）
- アンナとシャム王（1948年）
- ターザンの凱歌（1948年）
- 凸凹空中の巻（1949年）
- 西部の男（1951年）
- 源氏物語（1951年）
- 俺は藤吉郎/怪盗と判官（1955年）
- 大脱走（1963年）
- 史上最大の作戦（1963年）
- グレートレース（1965年）
- ブリット（1968年）
- 栄光への5000キロ（1969年）
- 狼の挽歌（1970年）
- ドラゴンへの道（1974年）
- 砂の器（1974年）
- ザ・ヤクザ（1974年）
- タワーリング・インフェルノ（1975年）
- ジョーズ（1975年） - 同館初の観客動員数10万人を達成した作品。
- エアポート'77/バミューダからの脱出（1977年）
- スーパーマン（1979年）
- E.T.（1982年） - わずか半年間で観客動員数16万人を動員した同館最大のヒット作。
- グレムリン（1984年）
- ビバリーヒルズ・コップ（1985年）
- マッドマックス/サンダードーム（1985年）
- グーニーズ（1985年）
- コブラ（1986年）
- プラトーン（1987年）
- リーサル・ウェポン（1987年）
- ラストエンペラー（1988年）
- メジャーリーグ（1989年）
- ツインズ（1989年）
- バットマン（1989年）
- JFK（1992年）
- ボディガード（1992年） - 観客動員数歴代2位（12万人）。
- 許されざる者（1993年）
- パーフェクト・ワールド（1993年）
- パルプ・フィクション（1994年）
- インタビュー・ウィズ・ヴァンパイア（1994年）
- マディソン郡の橋（1995年）
- ジュマンジ（1996年）
- イレイザー（1996年）
- メン・イン・ブラック（1997年）
- ディープ・インパクト（1998年）
- 始皇帝暗殺（1998年）
- 6デイズ・7ナイツ（1998年）
- シン・レッド・ライン（1999年）
- アイズ・ワイド・シャット（1999年）
- マトリックス（1999年）
- ワイルド・ワイルド・ウエスト（1999年）
- シュリ（2000年）
- パーフェクト ストーム（2000年）
- A.I.（2001年）
- ハリー・ポッターと賢者の石（2001年）
- オーシャンズ11（2002年）
- 007 ダイ・アナザー・デイ（2003年）
- ラスト サムライ（2003年）
- トロイ（2004年）
- ポーラー・エクスプレス（2004年）
- Mr.インクレディブル（2004年）
- アビエイター（2005年）
- 007 カジノ・ロワイヤル（2006年）
- ディパーテッド（2007年）
- アイ・アム・レジェンド（2007年）
- ライラの冒険 黄金の羅針盤（2008年）
- 007 慰めの報酬（2009年）
- 2012（2009年）
- アリス・イン・ワンダーランド（2010年）
- 聯合艦隊司令長官 山本五十六（2011年）
- ダークナイト ライジング（2012年）
- ローン・レンジャー（2013年）